# Quincieu
Ne pas confondre avec la commune de Quincieux dans le département du Rhône.
Quincieu est une commune française située dans le département de l'Isère, en région Auvergne-Rhône-Alpes.
La commune appartient à la communauté de communes de  Saint-Marcellin Vercors Isère Communauté. Dans le canton de Tullins jusqu'en 2015, Quincieu se situe depuis le nouveau découpage territorial de l'Isère dans le canton du Sud Grésivaudan. Les habitants sont appelés les Quincerots.

## Géographie

### Localisation et description
Quincieu se trouve au milieu des collines, à 45 km à l'ouest de Grenoble, sur les hauteurs de Vinay. La commune est rattachée à la communauté de Saint-Marcellin Vercors Isère Communauté.

### Géologie et relief
Le territoire communal s'étend sur la partie orientale du plateau de Chambaran, lequel est constitué d'une ossature en molasse miocène, recouverte en grande partie par un placage de terres argilo-limoneuses ou argilo-sableuses.

### Communes limitrophes
Le territoire des communes de Vatilieu, Quincieu, Cras et La Forteresse forment un quadripoint au sud de cette dernière commune.
| Saint-Michel-de-Saint-Geoirs | Saint-Geoirs, La Forteresse | La Forteresse / Cras |
| Serre-Nerpol                 | Quincieu                    | Vatilieu             |
|                              | Serre-Nerpol                | Vatilieu             |

### Hydrographie
La commune est traversée par plusieurs cours d'eau, comme Le Rival et le Ruisseau du bourg.

### Climat
Pour des articles plus généraux, voir Climat d'Auvergne-Rhône-Alpes et Climat de l'Isère.
En 2010, le climat de la commune est de type climat océanique altéré, selon une étude du Centre national de la recherche scientifique s'appuyant sur une série de données couvrant la période 1971-2000. En 2020, Météo-France publie une typologie des climats de la France métropolitaine dans laquelle la commune est exposée à un climat de montagne ou de marges de montagne et est dans la région climatique Alpes du nord, caractérisée par une pluviométrie annuelle de 1 200 à 1 500 mm, irrégulièrement répartie en été.
Pour la période 1971-2000, la température annuelle moyenne est de 9,8 °C, avec une amplitude thermique annuelle de 17,2 °C. Le cumul annuel moyen de précipitations est de 1 135 mm, avec 10,4 jours de précipitations en janvier et 7 jours en juillet. Pour la période 1991-2020, la température moyenne annuelle observée sur la station météorologique de Météo-France la plus proche, « Grenoble-Saint-Geoirs », sur la commune de Saint-Étienne-de-Saint-Geoirs à 7 km à vol d'oiseau, est de 11,5 °C et le cumul annuel moyen de précipitations est de 915,1 mm,. Pour l'avenir, les paramètres climatiques de la commune estimés pour 2050 selon différents scénarios d'émission de gaz à effet de serre sont consultables sur un site dédié publié par Météo-France en novembre 2022.

### Transport et voies de communication
Le col Lachard, d'une altitude de695 m) est un des plus hauts du plateau des Chambarans. Il est situé sur la route départementale 154 (RD 154) qui sépare la commune de celle, voisine, de La Forteresse. Cette voie est fréquentée par les cyclotouristes.
Avec plusieurs arrêts, Quincieu est desservie par les cars Transisère des lignes VIN01 "Quincieu-Serre Nerpol-Vinay" et PVINA "Primaire Quincieu-Vinay".

## Urbanisme

### Typologie
Au 1er janvier 2024, Quincieu est catégorisée commune rurale à habitat dispersé, selon la nouvelle grille communale de densité à sept niveaux définie par l'Insee en 2022.
Elle est située hors unité urbaine. Par ailleurs la commune fait partie de l'aire d'attraction de Grenoble, dont elle est une commune de la couronne,. Cette aire, qui regroupe 204 communes, est catégorisée dans les aires de 700 000 habitants ou plus (hors Paris),.

### Occupation des sols
L'occupation des sols de la commune, telle qu'elle ressort de la base de données européenne d’occupation biophysique des sols Corine Land Cover (CLC), est marquée par l'importance des territoires agricoles (69,2 % en 2018), une proportion sensiblement équivalente à celle de 1990 (69,1 %). La répartition détaillée en 2018 est la suivante : 
prairies (36,2 %), zones agricoles hétérogènes (33 %), forêts (30,8 %). L'évolution de l’occupation des sols de la commune et de ses infrastructures peut être observée sur les différentes représentations cartographiques du territoire : la carte de Cassini (XVIIIe siècle), la carte d'état-major (1820-1866) et les cartes ou photos aériennes de l'IGN pour la période actuelle (1950 à aujourd'hui).

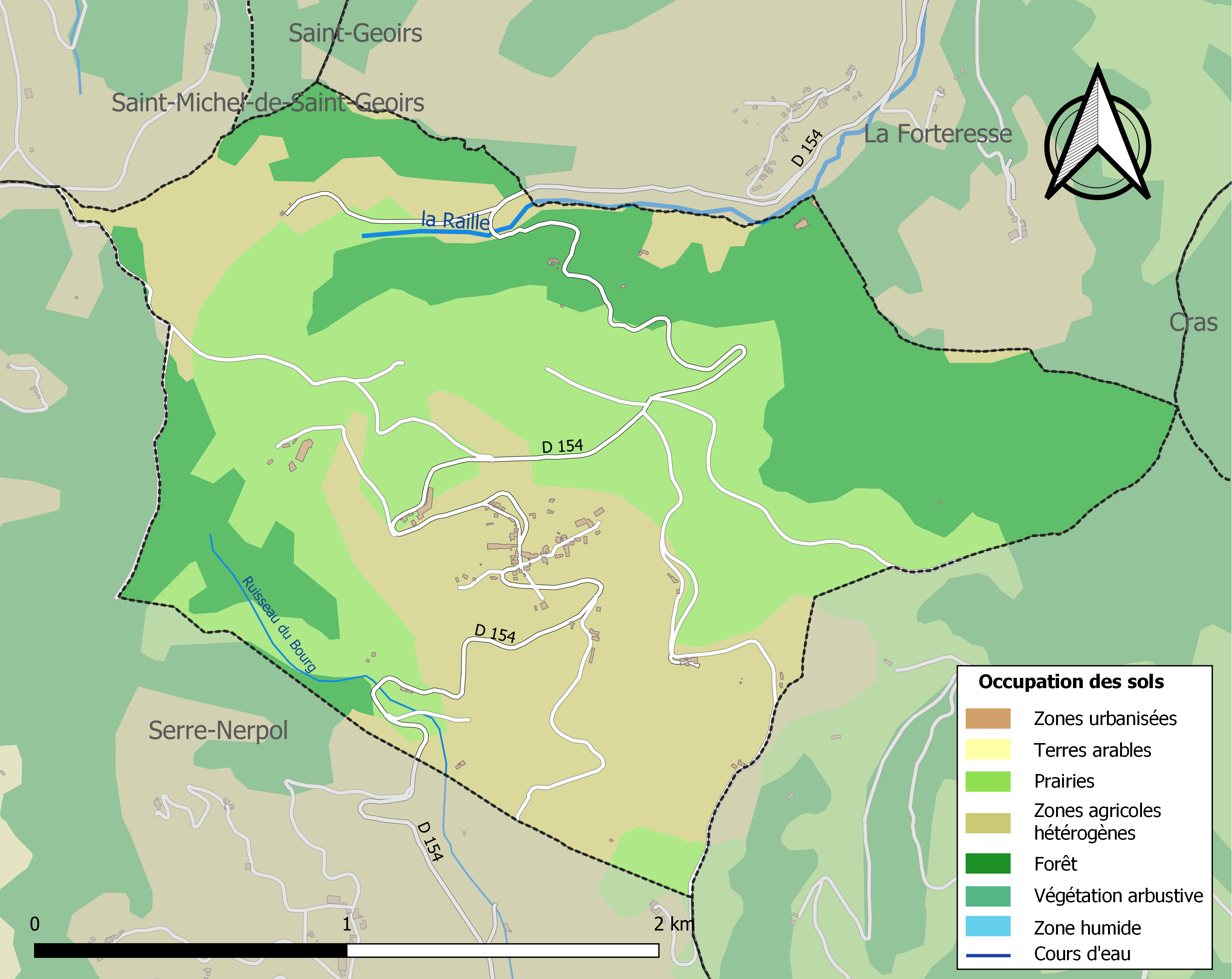
Carte des infrastructures et de l'occupation des sols de la commune en 2018 (CLC).

### Hameaux et lieux-dits
Voici, ci-dessous, la liste la plus complète possible des divers hameaux, quartiers et lieux-dits résidentiels urbains comme ruraux qui composent le territoire de la commune de La Forteresse , présentés selon les références toponymiques fournies par le site géoportail de l'Institut géographique national. 
| - La Combe (chef-lieu du village) - Blanchettat - Bois Rond - Bour - Champ Floux - Chassillon - Combe Enardon - Combe Noire - Derriere Lachard - Grand Quincieu | - Grand Sabot - la Combe - la Croix du Fau - la Fayardaz - la Grande Maison - la Mat - la Perulat - la Roche - le Clocher - le Cognet | - le Gey - le Pinatet - le Tivolet - les Ayes - les Ferrieres - les Gey - les Montees - les Serves - les Taillis - Manissole | - Montalivet - Paradis - Pecoulet - Pied Froid - Pilandrey - Pinatet - Pré Magdelon - Valettes - Vonezi |

### Risques naturels et technologiques

#### Risques sismiques
L'ensemble du territoire de la commune de Quincieu est situé en zone de sismicité no 3, en limite de la zone no 4 (sur une échelle de 1 à 5) qui se situe vers le centre et le sud-est du département de l'Isère.
| Type de zone | Niveau            | Définitions (bâtiment à risque normal) |
| ------------ | ----------------- | -------------------------------------- |
| Zone 3       | Sismicité modérée | accélération = 1,1 m/s2                |

## Toponymie
Le toponymie de la commune dérive probablement du nom masculin romain Quintus, "Cinquième" en latin, peut-être le nom d'un légionnaire romain à qui César accorda de la terre sur la commune.
Sur une carte datée de 739, Quincieu est dénommée Quintiaco. En 1069 on trouve Quinciaco et dans le même siècle aussi ''Quineiaco.
Au XIIIe siècle on trouve Quince, Quincer, Quinceuz et Quincef. Au XIVe siècle, Quinsier et Quinezanis.

## Histoire

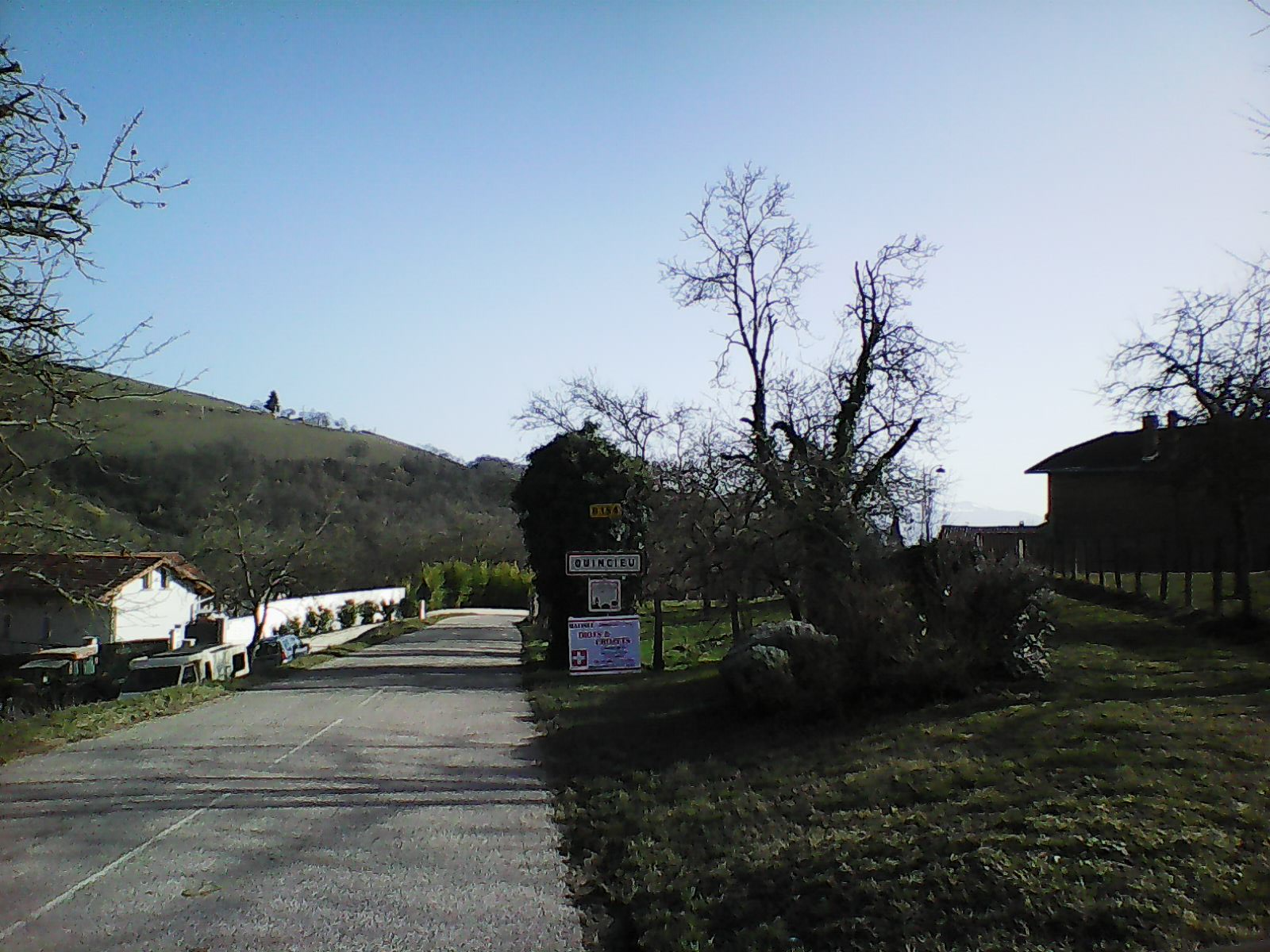
Entrée de Quincieu en 2019

Quincieu est une commune éloignée des grands faits historiques de la région, au point que dans l'Histoire des communes de l'Isère elle est décrite comme un lieu : « loin de tout et l'histoire l'a oublié, et nous avons oublié son histoire ». Cependant, son histoire est ancienne.

### Préhistoire et Antiquité
Des vestiges d'époque romaine ont été découvertes à plusieurs reprises au lieu-dit Ville-Chanflou : « des pièces, médailles, poteries, outils ». Le site romain fut probablement détruit par les Sarrasins au VIIIe siècle, mais le lieu-dit n'a pas encore été fouillé de façon systématique. D'autres vestiges, telles que des armes, ont été trouvées à la Combe des Sarrazins. Selon une légende, un tumulus au lieu-dit du Coin cacherait encore les épouilles de soldats romains.

### Moyen Âge
Au VIIIe siècle, la villa de Quincieu se trouve dans l'episcopatus de Grenoble et le pagus de Sermorens, et appartient le mandement de Saint-Geoirs, où il y a un château. En particulier, en 739 le testament de Abbon donné à l'abbaye de la Novalaise et confirmé par Charlemagne indique Quincieu et Vinay parmi les dépendances du pagus grenoblois. À cette époque, Quincieu fait en tous cas partie du comté de Tullins, propriété de l'archevêque de Vienne.
L'église de Quincieu, bâtie il y a plus de 1000 ans, est donnée en 1069 aux moines de Cruas.
Au Moyen Âge il n'y a pas de châteaux forts ou des maisons fortes sur le territoire de la commune. La famille de Quincieu est connue depuis le XIIIe siècle en tant que famille du bailli de Saint-Marcellin et pour sa parentèle avec une branche des Seigneurs de l'Arthaudière qui possède les terres et les châteaux de La Forteresse et de Saint-Bonnet-de-Chavagne.

### Temps Modernes
Sous l'Ancien Régime, Quincieu appartient au mandement de Saint-Étienne-de-Saint-Geoirs Au XVIIe siècle, le nom de la cité est présent sur la carte de Jean de Beins.

### Époque contemporaine
Durant la période révolutionnaire, elle change de nom et s'appelle Quincieux.
En 1922 la petite commune organise une équipe de football, qui s'entraine et joue au col Lachard. En 1970, Quincieu passe au Canton de L'Albenc avec Chantesse, Poliénas, La Fortresse et Vatilieu. Un an plus tard, l'école ferme ses portes pour manque d'écolier : les enfants du village sont envoyés à Vinay.
Jusqu'en 2012, Quincieu n'était adhérente à aucune communauté de communes à fiscalité propre, mais à compter de 2013, la commune appartient à la communauté de communes Chambaran Vinay Vercors, puis en 2017, elle rejoint la nouvelle communauté de Saint-Marcellin Vercors Isère
En 2015, le bourg central est réaménagé : sur la place de la mairie et de l'église des places de parking supplémentaires et des rampes pour les personnes à mobilité réduite sont achevés, le monument aux morts est renouvelé.

## Politique et administration

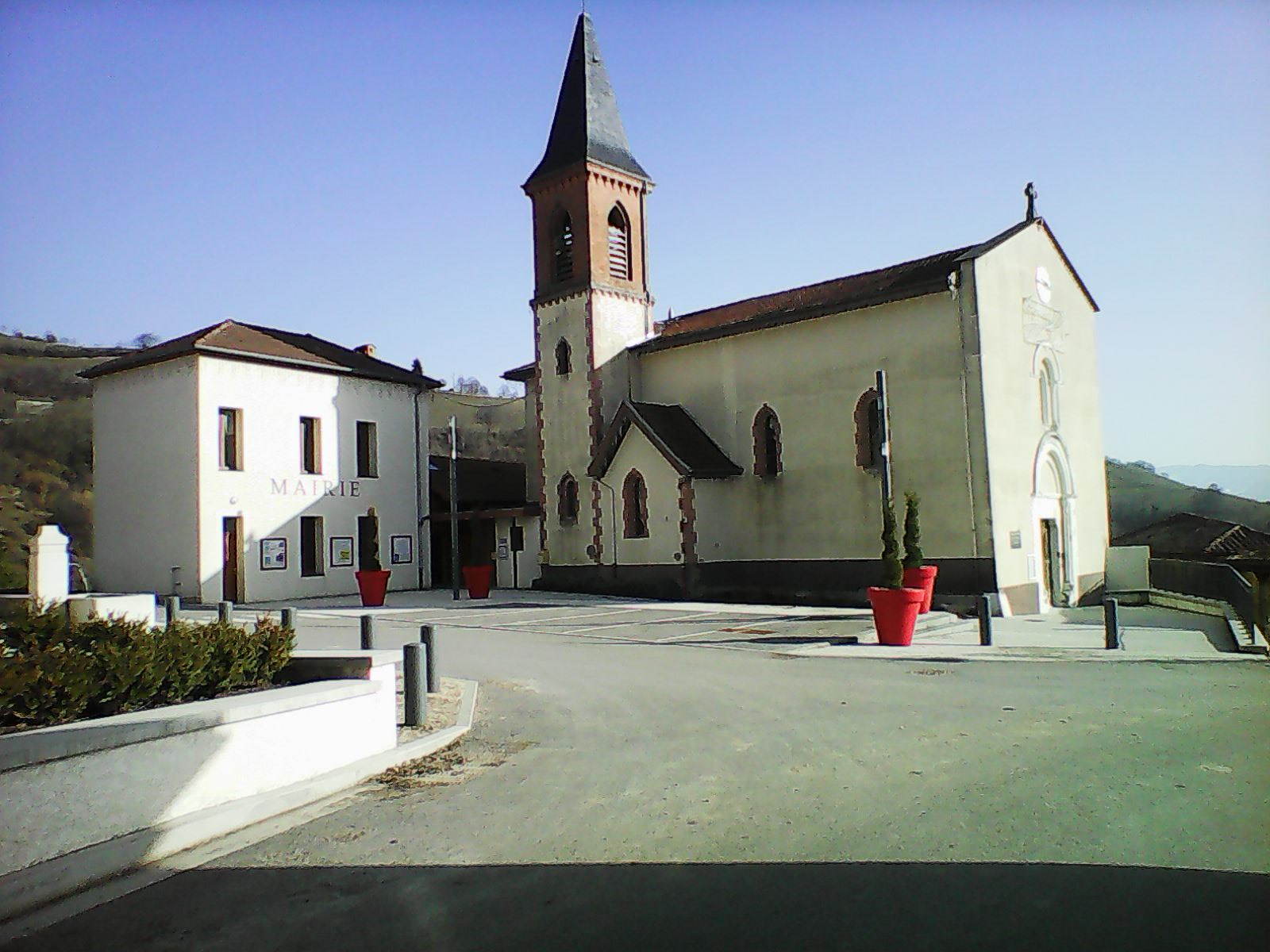
Église et mairie de Quincieu.

### Administration municipale
Le conseil municipal de Quincieu est composé de sept élus (tous des hommes) dont un maire et six conseillers municipaux.

### Liste des maires
| Période                                  | Période  | Identité      | Étiquette | Qualité |
| ---------------------------------------- | -------- | ------------- | --------- | ------- |
| avant 1988                               | ?        | Roger Reynaud |           |         |
| mars 2001                                | 2008     | Eric Garnier  |           |         |
| 2014                                     | En cours | Alain Jourdan | SE        | Cadre   |
| Les données manquantes sont à compléter. |          |               |           |         |

## Population et société

### Démographie
L'évolution du nombre d'habitants est connue à travers les recensements de la population effectués dans la commune depuis 1793. Pour les communes de moins de 10 000 habitants, une enquête de recensement portant sur toute la population est réalisée tous les cinq ans, les populations de référence des années intermédiaires étant quant à elles estimées par interpolation ou extrapolation. Pour la commune, le premier recensement exhaustif entrant dans le cadre du nouveau dispositif a été réalisé en 2007.

En 2022, la commune comptait 105 habitants, en évolution de +1,94 % par rapport à 2016 (Isère : +3,07 %, France hors Mayotte : +2,11 %).
| 1793 | 1800 | 1806 | 1821 | 1831 | 1836 | 1841 | 1846 | 1851 |
| ---- | ---- | ---- | ---- | ---- | ---- | ---- | ---- | ---- |
| 163  | 187  | 224  | 210  | 223  | 304  | 307  | 345  | 320  |

| 1856 | 1861 | 1866 | 1872 | 1876 | 1881 | 1886 | 1891 | 1896 |
| ---- | ---- | ---- | ---- | ---- | ---- | ---- | ---- | ---- |
| 300  | 267  | 247  | 206  | 203  | 201  | 209  | 221  | 216  |

| 1901 | 1906 | 1911 | 1921 | 1926 | 1931 | 1936 | 1946 | 1954 |
| ---- | ---- | ---- | ---- | ---- | ---- | ---- | ---- | ---- |
| 180  | 165  | 138  | 142  | 138  | 126  | 119  | 109  | 112  |

| 1962 | 1968 | 1975 | 1982 | 1990 | 1999 | 2006 | 2007 | 2012 |
| ---- | ---- | ---- | ---- | ---- | ---- | ---- | ---- | ---- |
| 100  | 87   | 69   | 75   | 73   | 74   | 71   | 70   | 101  |

| 2017 | 2022 | - | - | - | - | - | - | - |
| ---- | ---- | - | - | - | - | - | - | - |
| 103  | 105  | - | - | - | - | - | - | - |

### Enseignement
La commune de Quincieu est située dans l'académie de Grenoble. En raison du faible effectif des enfants d'âge scolarisable, ceux-ci sont scolarisés dans les écoles des autres communes voisines.

### Médias

#### Presse régionale
Historiquement, le quotidien à grand tirage Le Dauphiné libéré consacre, chaque jour, y compris le dimanche, dans son édition de Chartreuse et Sud Grésivaudan, un ou plusieurs articles à l'actualité au canton et quelquefois à la commune, ainsi que des informations sur les éventuelles manifestations locales, les travaux routiers, et autres événements divers à caractère local.

### Cultes
La communauté catholique et l'église de Quincieu (propriété de la commune) dépendent de la paroisse Saint-Joseph des deux rives avec quinze autres communes de son secteur géographique. Cette paroisse est rattachée au diocèse de Grenoble-Vienne.

## Économie
En 1857, dans son livre sur la géographie du département de l'Isère, par rapport au Canton de Tullins, M. Brunet écrit : « Quincieux, dans les forêts de châtaigniers, produit beaucoup de blé. »
Aujourd'hui encore l'agriculture joue un rôle important dans l'économie locale, en représentant 75 % du total. Notamment, les noyeraies sont nombreuses et la production de Saint-marcellin, fromage labellisé IGP, est bien présente.
Le tourisme n'est pas développé et reste marginal. L'activité touristique de la commune ne s'organise pas autour d'un office du tourisme.

## Culture et patrimoine

### Lieux et monuments

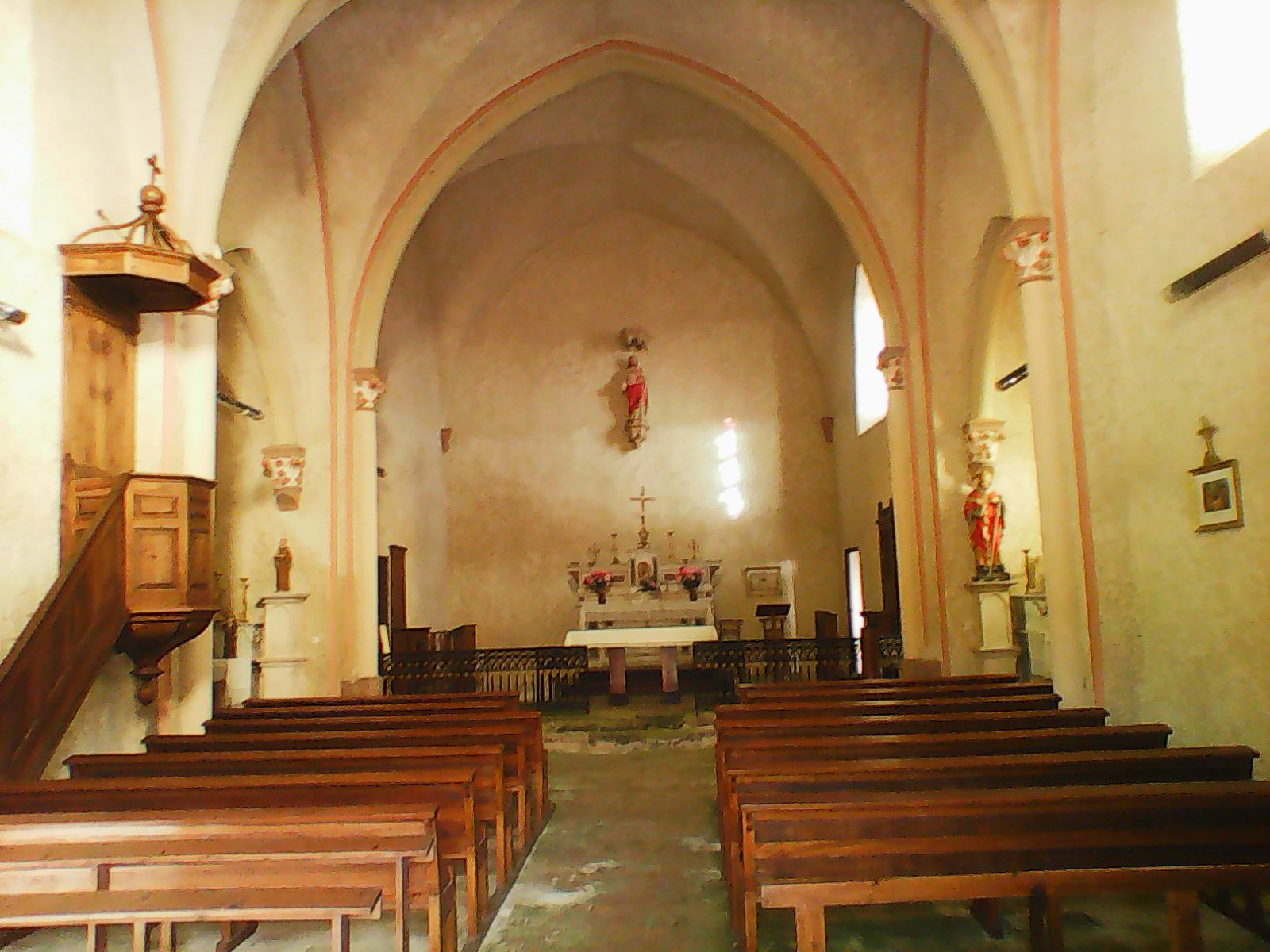
Église de Quincieu (vue intérieure).

- Le bâtiment le plus remarquable de la commune est l'ancien manoir au lieu-dit La Grande Maison, à l'ouest du village, qu'on retrouve sur la carte de Cassini du XVIIIe siècle. Probablement bâti au XVIIe siècle, le manoir aujourd'hui fait partie d'une exploitation agricole[1].
- L'église de l'Assomption de Quincieu, du XIXe siècle, dépend de la paroisse de Saint Joseph des Deux Rives (diocèse de Grenoble-Vienne)[36]. De l'ancienne église Notre-Dame, donnée par M. Avit aux moines de Cruas et à Saint-Pierre de Moirans en 1069, il n'y a pas de vestiges, elle est remaniée plusieurs fois et presque entièrement reconstruite en 1863. En 1685, elle est très sobre et pauvre. À cette époque, elle fait partie du diocèse de Vienne et est intitulée à l'Assomption de la Vierge. En 1733, l'évêque De Caulet en visite trouve l'église en meilleur état, elle s'est enrichie d'ornements. Jusqu'à la Révolution française, la paroisse de Quincieu dépend de l'archiprêtré de Vinay. À la suite, l'église reste fermée et les Quincerots vont avec difficulté entendre la messe à Serre. L'église est rouverte en 1847, comme succursale de Tullins. C'est le curé de La Forteresse qui vient dire la messe. Pour des siècles et jusqu'à la Seconde Guerre mondiale, l'église de Quincieu fait l'objet d'un pèlerinage : de toute la région on vient prier la statue de Saint-Ennemond, appelé couramment Saint-Animond, pour la protection du bétail[37].
- La salle des fêtes.
- Le monument aux morts communal, réalisé par Eugène Tardy de Tullins[38].
- La fontaine.
- Le foyer rural.

### Personnalités liées à la commune
Quincieu est le village natal de Gilbert Brunat qui fut une des pièces maitresses des grandes équipes du Football club de Grenoble rugby des années 1980 et 1990.

### Quincieu dans les arts

#### Au cinéma
- 2005 : Peindre ou faire l'amour de Arnaud Larrieu

### Héraldique
|  | Quincieu possède des armoiries dont l'origine et le blasonnement exact ne sont pas disponibles. |